# Erkki Tuomioja

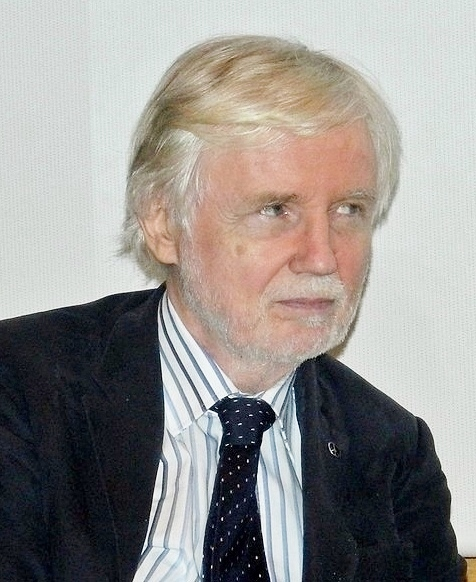
Erkki Tuomioja

Erkki Tuomioja (* 1. Juli 1946 in Helsinki) ist ein finnischer Politiker der Sozialdemokratischen Partei (SDP) und war von 2000 bis April 2007 und wieder vom 22. Juni 2011 bis zum 29. Mai 2015 Außenminister Finnlands.
Tuomioja studierte Politikwissenschaften und Volkswirtschaftslehre. Er wird dem linken Flügel der SDP zugeordnet; er ist Mitglied bei Attac. Sein Vater, Sakari Severi Tuomioja, war ebenfalls Politiker.
Vom 1. Juli 2006 bis 31. Dezember 2006 übernahm er als Außenminister im Zuge der finnischen Ratspräsidentschaft das Ratspräsidium der EU.
Nach der Niederlage seiner Partei in der Parlamentswahl am 18. März 2007 wurde Tuomioja im Außenministerium durch Ilkka Kanerva (Konservative) abgelöst. Nach der Parlamentswahl 2011 kehrte Tuomioja auf diesen Posten zurück. Nachdem die Sozialdemokraten bei der Parlamentswahl am 19. April 2015 deutlich verloren hatten, verließen sie die Regierung; Tuomioja wurde daraufhin am 29. Mai 2015 durch Timo Soini abgelöst. 2017 erhielt Tuomioja das Große Verdienstkreuz mit Stern und Schulterband des  Verdienstordens der Bundesrepublik Deutschland für seine Verdienste um die Beziehungen zwischen Finnland und Deutschland.
Tuomioja ist außerordentlicher Professor für Politische Geschichte an der Universität Helsinki und ein vielgelesener Buchautor unter anderem zum Europäischen Projekt, zur Wirtschafts- und Währungspolitik der EU oder der finnischen Außen- und Sicherheitspolitik.